# کلکی ۲۸۹۸ پس از میلاد
کلکی ۲۸۹۸ پس از میلاد (تلگویی: .కల్కి ౨౮౯౮ ఏ.డీ، هندی: कल्कि २८९८ ए.डी.، انگلیسی: Kalki 2898 AD) یک فیلم اکشن علمی تخیلی ویران‌شهر حماسی هندی به نویسندگی و کارگردانی ناگ اشوین است. این فیلم که توسط ویجایانتی موویز تهیه‌شده‌است، به‌طور همزمان به تلوگو و هندی فیلمبرداری می‌شود. این فیلم با الهام از متون مقدس هندو در دنیایی پسا آخرالزمانی در سال ۲۸۹۸ میلادی می گذرد. آمیتاب باچان، پرابهاس و دیپیکا پادوکونه (در نخستین بازی خود به تلوگو) در این فیلم حضور دارند.
این فیلم در فوریه ۲۰۲۰ به مناسبت ۵۰ سال تأسیس ویجایانتی موویز معرفی شد. تولید این فیلم به دلیل دنیاگیری کووید-۱۹ یک سال به تعویق افتاد. فیلم‌برداری در ژوئیه ۲۰۲۱ در یک مجموعه آینده‌نگر در شهر فیلم راموجی در حیدرآباد آغاز شد. کالکی ۲۸۹۸ پس از میلاد که با بودجه تخمینی ۵۰۰ کرور ساخته شده‌است، یکی از گران‌ترین فیلم‌های هندی است که تاکنون ساخته شده‌است. موسیقی فیلم توسط میکی جی. مایر ساخته شده‌است و فیلمبرداری توسط دنی سانچز لوپز انجام شده‌است.
کالکی ۲۸۹۸ پس از میلاد قرار است در سال ۲۰۲۳ اکران شود.

## فرضیه
در سال ۲۸۹۸ پس از میلاد، شهر بیابانی کاشی اکنون تنها شهر شناخته شده‌ای است که توسط نخبگان تمامیت خواه، به رهبری پادشاه خدای سوپریم یاسکین، از یک ابرساختار هرمی معلق معلق در بالای شهر، معروف به «مجتمع» اداره می شود. این داستان که در پس زمینه افسانه های هندو باستانی هند و یک جامعه دیستوپیایی قرار دارد، سفر هزاران ساله را از وقایع مهاباراتا در سال ۳۱۰۲ قبل از میلاد تا پایان کالی یوگا در سال ۲۸۹۸ پس از میلاد روایت می کند. هسته‌ی داستان حول محور ورود شخصیت مرموز کالکی، دهمین و آخرین اوتار خدای هندو، ویشنو، می‌چرخد.

## بازیگران
- آمیتاب باچان
- پرابهاس
- دیپیکا پادوکونه
- دشا پاتنی

## تولید

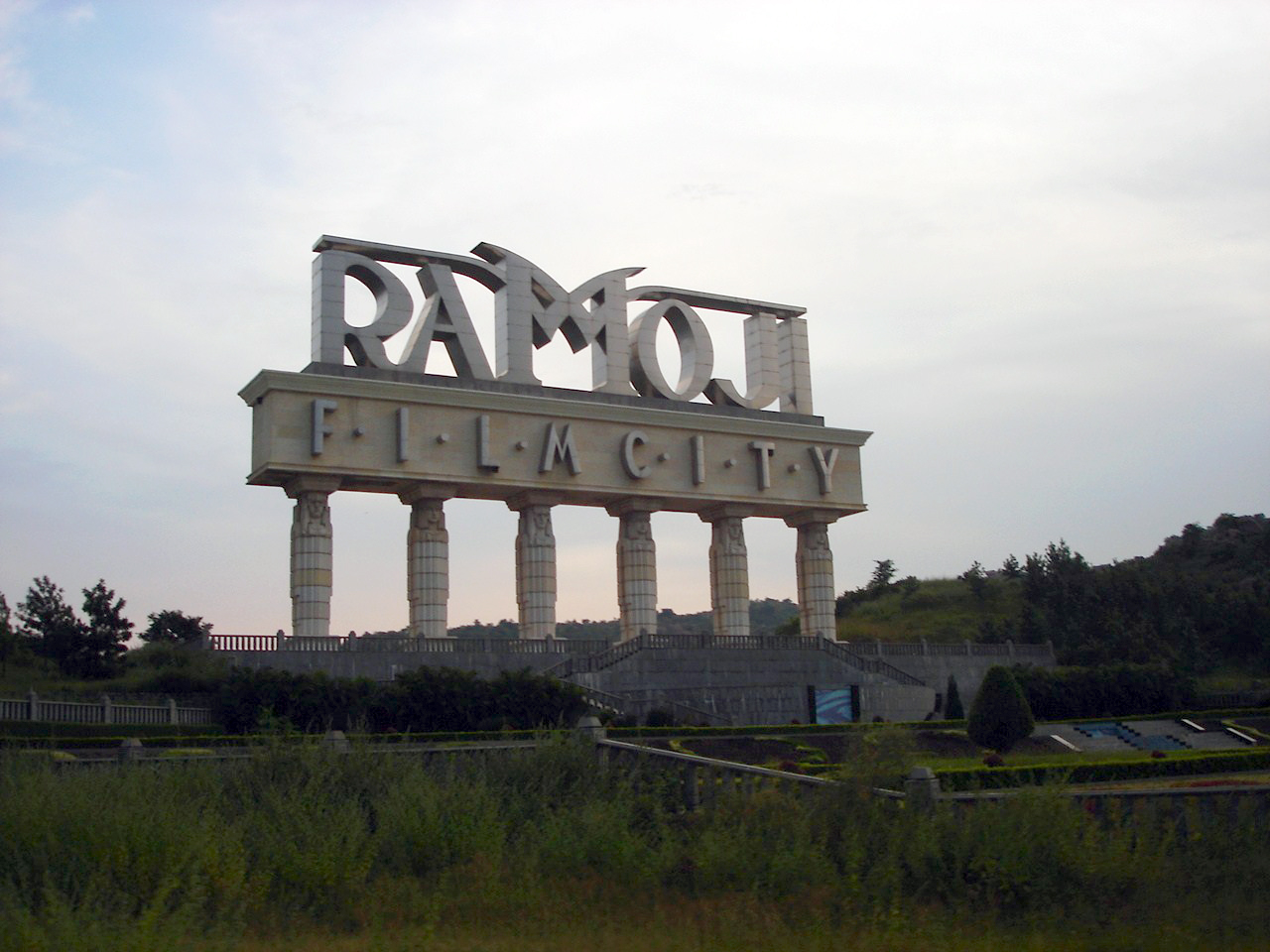
شهرک سینمایی راموجی در حیدرآباد

### توسعه
در فوریه ۲۰۲۰، ویجایانتی موویز مستقر در حیدرآباد، یکی از بزرگ‌ترین خانه‌های تولید تالیوود، اعلام کرد که ساخت فیلم بعدی آن‌ها توسط کارگردان ناگ اشوین با بازی پرابهاس انجام خواهد شد. در نظر گرفته شده‌است که این فیلم ۵۰ سالگی تأسیس این استودیو را جشن بگیرد.
در ژوئیهٔ ۲۰۲۰، دیپیکا پادوکونه بازیگر فیلم هندی برای ایفای نقش اصلی در مقابل پرابهاس قرارداد امضا کرد. پادوکن احساس می‌کرد که از پیوستن به تولید «بیش از حد هیجان‌زده» است، در حالی که اشوین اظهار داشت که شخصیت او غافلگیرکننده خواهد بود، زیرا این چیزی است که «هیچ رهبر اصلی [تا به حال] انجام نداده‌است». این فیلم نشان‌دهندهٔ اولین حضور پادوکن در سینمای تلوگو است. بالیوود هونگاما گزارش داد که نقش پادوکن در ابتدا «قابل توجه» نبود، اما برای مطابقت با مقام ستاره‌گی او بهبود یافت. در ماه اکتبر، آمیتاب باچان بازیگر کهنه‌کار برای یک نقش کامل در این فیلم انتخاب شد. اشوین اظهار داشت که نقش او «آنقدر مهم بود که نام شخصیت او عنوان کاری یک پیش نویس اولیه بود». این فیلم نخستین نقش بلند باچان را در یک فیلم تلوگو پس از حضور کوتاه قبلی او در ما (۲۰۱۴) و زنده باد ناراسیما ردی (۲۰۱۹) رقم می‌زند. در ماه مه ۲۰۲۲، دیشا پاتانی به بازیگران پیوست که نشان‌دهندهٔ بازگشت او به سینمای تلوگو پس از لوفر (۲۰۱۵) بود.
در اوت ۲۰۲۰، ابتدا از ای. آر. رحمان خواسته شد تا موسیقی فیلم را بسازد. با این حال، در ژانویه ۲۰۲۱، اشوین تکنسین‌های فیلم قبلی خود بازیگر بزرگ (فیلم) (۲۰۱۸) یعنی میکی جی. مایر، آهنگساز موسیقی و دنی سانچز-لوپز، فیلمبردار را حفظ کرد. سینگیتام سرینیواسا رائو، فیلمساز کهنه‌کار، به این پروژه پیوست تا به عنوان مربی خدمت کند. در حال حاضر، کالکی ۲۸۹۸ پس از میلاد عنوان کاری این فیلم است.

### پیش تولید
اشوین اظهار داشت که کالکی ۲۸۹۸ پس از میلاد برای ساخت فیلم به فناوری پیشرفته و وسایل نقلیهٔ آینده‌نگر نیاز دارد. در حالی که می‌توان آن‌ها را با استفاده از سی‌جی‌آی بازسازی کرد، اشوین می‌خواست آن‌ها احساس «اصیل و واقعی» داشته باشند، بنابراین تصمیم گرفت این وسایل نقلیه را از ابتدا با یک تیم اختصاصی از مهندسان بسازد. در مارس ۲۰۲۲، اشوین از بازرگان آناند ماهیندرا درخواست کرد که برای ساخت چنین خودروهایی پشتیبانی فنی ارائه دهد. چند روز بعد، ماهیندرا پاسخ داد که شرکت آنها ماهیندرا و ماهیندرا به تیم تولید از پردیس دره تحقیقاتی ماهیندرا در چنای کمک خواهد کرد. در ژوئیه ۲۰۲۱، سازندگان مجموعه‌ای آینده‌نگر را در شهر فیلم راموجی در حیدرآباد برپا کردند که انتظار می‌رود بخش قابل‌توجهی از فیلم‌برداری در آن انجام شود.
بودجه کالکی ۲۸۹۸ پس از میلاد حدود ۵۰۰ کرور تخمین زده می‌شود که آن را به یکی از گران‌ترین فیلم‌های هندی تبدیل می‌کند. این فیلم به‌طور همزمان به زبان‌های تلوگو و هندی فیلمبرداری می‌شود.

### فیلمبرداری
در ابتدا قرار بود فیلمبرداری در نوامبر ۲۰۲۰ آغاز شود، اما به دلیل ظهور دنیاگیری کووید-۱۹ به سال بعد موکول شد. تصویربرداری اصلی در ژوئیه ۲۰۲۱ در حیدرآباد به مناسبت گورو پورنیما، به دنبال تصویری از موهورات با حضور باچان آغاز شد. پرابهاس و پادوکن در دسامبر ۲۰۲۱ به تولید ملحق شدند و صحنه‌هایی با حضور باچان، پرابهاس و پادوکونه فیلمبرداری شد. برنامه دوم فیلمبرداری در فوریه ۲۰۲۲ انجام شد
تیم به جای اینکه کل فیلم را به صورت یکجا فیلمبرداری کند، ۸۰ تا ۹۰ روز فیلمبرداری خود را به ۷ تا ۸ روز در هر ماه تقسیم کرد. این امر به تیم سازنده اجازه می‌دهد تا زمان بگذارند و ابزارها و اموال مورد استفاده در این فیلم علمی تخیلی را آماده کنند؛ بنابراین، انتظار می‌رود تولید کالکی ۲۸۹۸ پس از میلاد بیش از حد معمول طول بکشد. کالکی ۲۸۹۸ پس از میلاد نخستین فیلم هندی است که از دوربین آری الکسا برای فیلم‌برداری فیلم استفاده می‌کند.
انتظار می‌رفت پراباس فیلمبرداری بخش‌های انفرادی خود را در آوریل ۲۰۲۲ آغاز کند، با این حال، عمل جراحی زانوی او منجر به تأخیر در پروژه‌های آینده او از جمله سالار و کالکی ۲۸۹۸ پس از میلاد شد.

## انتشار
کالکی ۲۸۹۸ پس از میلاد قرار است در سال ۲۰۲۳ در سینماها اکران شود. انتظار می‌رود این فیلم به شش زبان تلوگو، هندی، تامیل، مالایالام، کنادا و انگلیسی اکران شود.